# Polizeiruf 110: Seine Familie kann man sich nicht aussuchen
Seine Familie kann man sich nicht aussuchen ist ein Fernsehfilm aus der Krimireihe Polizeiruf 110. Der vom Norddeutschen Rundfunk produzierte Beitrag ist die 397. Episode des Polizeiruf 110 und der 25. Fall der Ermittlerin Katrin König. Die Erstausstrahlung erfolgte am 24. April 2022 im Ersten.

## Handlung
Hauptkommissarin Katrin König wird nach Hauptkommissar Bukows Weggang die nun vakante Stelle der Teamleiterin angeboten. Zugleich wird sie mit den Ermittlungen in einem Mordfall betraut: Eine Frau wurde ermordet – infolge ihres Todes verdurstete der pflegebedürftige und bettlägerige Sohn des Opfers. Schnell gerät der drogenabhängige Teenager Max in Verdacht, ein Freund des toten Sohnes, der seit der Tat verschwunden ist. Nicht nur König ist auf der Suche nach Max. Aus Bochum reist die Polizistin Melly Böwe an, die Max, der bei Pflegeeltern lebte, in einem Zeugenschutzprogramm betreut. Böwe ist die Halbschwester von Königs ehemaligem Kollegen Bukow. König fühlt sich zunächst von ihr in ihren Ermittlungen gestört. Schließlich können sie aber gemeinsam Max aufspüren und stellen. Dieser gesteht aufgrund der Indizien und seiner Erinnerungslücken zum Tatzeitpunkt; am Ende stellt sich aber heraus, dass seine Pflegeschwester Emma ihm die von ihr begangene Tat in seinem Drogenrausch unterschieben wollte. Es war ihr Versuch, die drohende Trennung von ihrer Pflegefamilie abzuwenden. Statt ihrer sollte Max die Pflegefamilie verlassen müssen. Emma wusste nicht, dass von den Pflegeeltern geplant war, dass sich beide Jugendlichen von der Pflegefamilie trennen sollten. Emma kann gerade noch rechtzeitig festgenommen werden, als sie, von Verzweiflung getrieben, ihre Pflegemutter angreift. Die angebotene Position als Teamleiterin lehnt König schließlich ab.

## Hintergrund
Der Film wurde vom 18. Mai 2021 bis zum 17. Juni 2021 in Goldberg (Landkreis Ludwigslust-Parchim), Hamburg und Umgebung gedreht.

## Rezeption

### Kritiken
„Der Plot schlingert zuweilen, weil darin noch so fürchterlich viel Anderes verhandelt werden muss (angesagte Drogencocktails, osteuropäische Mafia, personelle Neuaufstellung), aber als Panorama familiärer Ohnmacht und männlicher Heulsusigkeit entfaltet der Fall eine nachhaltig verstörende Wirkung.“

Birgit Baumann geht im Standard auf den Ermittlerwechsel ein: Melly Böwe wird von Lina Beckmann gespielt, der Ehefrau von Charly Hübner. Er hatte die Rolle des bisherigen König-Kollegen Sascha Bukow aufgegeben, und König leidet unter dem Verlust. „Beckmann alias Böwe ist präsent und patent. Und dennoch: Der Abgang von Bukow muss erst einmal verdaut werden, der Trennungsschmerz dauert bis zur letzten Minute. Immer wieder glaubt man, dass er gleich um die Ecke tappt. Passiert aber nicht. Vielleicht wird es beim nächsten Mal schon leichter.“
Dass die erste Episode des neuen Duos scheitere, liege nicht an Königs unverarbeitetem Trennungsschmerz und auch nicht an der Neuen an ihrer Seite, urteilt Andreas Frei in der Augsburger Allgemeinen, vielmehr liege es am Drehbuch: Derart viele Figuren tanzten hindurch, „dass einem ganz schummrig wird“. Er kritisiert „unzählige Figuren, die hineinplatzen und wieder verschwinden“. Auch Königs eigene Geschichte als Pflegekind oder Böwes persönliche Verbindung zu Max würden angetippt werden und verpufften  wieder: „Der Film will zu viel und ertrinkt in dem Anspruch.“

### Einschaltquoten
Bei der Erstausstrahlung von Seine Familie kann man sich nicht aussuchen am 24. April 2022 verfolgten in Deutschland insgesamt 8,19 Millionen Zuschauer die Filmhandlung, was einem Marktanteil von 26,3 Prozent für Das Erste entsprach. In der als Hauptzielgruppe für Fernsehwerbung deklarierten Altersgruppe von 14–49 Jahren erreichte Seine Familie kann man sich nicht aussuchen 1,72 Millionen Zuschauer und damit einen Marktanteil von 22,1 Prozent.